# 닫기 (형태학)

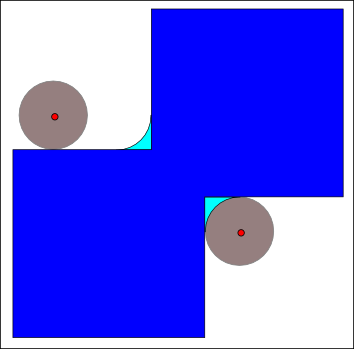
짙은 파란색 도형 (정사각형 두 개의 합집합)을 원판으로 닫은 것은 짙은 파란색과 연한 파란색 영역의 합집합이다.

ㄷ수학적 형태학에서, 구조적 요소 B에 대한 집합 (이진 이미지) A의 닫기는 집합의 팽창의 침식이다,
{\displaystyle A\bullet B=(A\oplus B)\ominus B,\,}
이 때, {\displaystyle \oplus }와 {\displaystyle \ominus }는 각각 팽창과 침식을 의미한다.
화상 처리에서, 열기와 같이, 닫기는 형태학적 잡음 제거의 기본 연산이다. 열기는 작은 물체를 제거하고, 닫기는 작은 구멍을 제거한다

## 특성
- 이것은 멱등성을 가진다. 즉, {\displaystyle (A\bullet B)\bullet B=A\bullet B}이다.
- 이것은 단조증가이다. 즉, {\displaystyle A\subseteq C}이면, {\displaystyle A\bullet B\subseteq C\bullet B}이다.
- 이것은 확장적이다. 즉, {\displaystyle A\subseteq A\bullet B}이다.
- 이것은 병진 불변이다.

## 같이 보기
- 수학적 형태학
- 팽창
- 침식
- 열기
- 탑 햇 변환

## 서지학
- Image Analysis and Mathematical Morphology by Jean Serra, ISBN 0-12-637240-3 (1982)
- Image Analysis and Mathematical Morphology, Volume 2: Theoretical Advances by Jean Serra, ISBN 0-12-637241-1 (1988)
- An Introduction to Morphological Image Processing by Edward R. Dougherty, ISBN 0-8194-0845-X (1992)